# Deens-Noors alfabet
Het Deens-Noorse alfabet is gebaseerd op het Latijnse alfabet. Het bestaat sinds 1917 (Noors) en 1948 (Deens) uit 26 letters met toevoeging van 3 eigen letters. Het alfabet ziet er als volgt uit:
in kapitalen: A B C D E F G H I J K L M N O P Q R S T U V W X Y Z Æ Ø Å
in kleine letters: a b c d e f g h i j k l m n o p q r s t u v w x y z æ ø å
De c, q, w, x en z worden alleen gebruikt in leenwoorden. In het Noors worden deze letters echter zelden gebruikt, omdat leenwoorden vaak een spelling krijgen die aansluit op de klanken van de inheemse Noorse taal. Het Deens heeft een grotere neiging om de originele spelling van leenwoorden te behouden. Vergelijk bijvoorbeeld het Noorse sigarett en het Deense cigaret (beide geleend van het Franse cigarette).